# Miscogasteriella flavipes
Miscogasteriella flavipes är en stekelart som först beskrevs av Masi 1927.  Miscogasteriella flavipes ingår i släktet Miscogasteriella och familjen puppglanssteklar. Inga underarter finns listade i Catalogue of Life.